# すべてのニュースは賞味期限切れである
『すべてのニュースは賞味期限切れである』は、共にライターで編集者でもある速水健朗とおぐらりゅうじが社会的な事件やネットの話題、ポップカルチャーなどを分析する時事放談コンテンツである。

## 概要
2014年2月1日、cakes（ケイクス：現note）で連載を開始。
2014年12月26日、同タイトルの書籍が発売（アスペクト、ISBN 978-4-7572-2383-7）。12月24日に発刊記念イベントを開催。
2015年12月30日、トークイベント「すべてのニュースは賞味期限切れである　大忘年会」を開催。以降毎年行われている。
2017年3月31日、文春オンラインで連載を開始。
2021年12月23日、ポッドキャストで音声コンテンツの配信を開始。制作にはラジオディレクター丁省吾が協力、番組ロゴのデザインは山﨑健太郎（NO DESIGN）が担当している。

## 著者・出演者
- 速水健朗（ライター・編集者）
- おぐらりゅうじ（編集者・ライター・構成作家）